# Cachrys crassiloba
Cachrys crassiloba là một loài thực vật có hoa trong họ Hoa tán. Loài này được (Boiss.) Meikle mô tả khoa học đầu tiên năm 1977.